# Associazione Calcio ChievoVerona 2013-2014
Questa voce raccoglie le informazioni riguardanti l'Associazione Calcio ChievoVerona nelle competizioni ufficiali della stagione 2013-2014.

## Stagione
All'inizio della stagione 2013-2014 è stato chiamato l'allenatore Giuseppe Sannino reduce dalla retrocessione con il Palermo e che ha sostituito Eugenio Corini che non è stato confermato dopo la salvezza ottenuta la stagione precedente.
Il campionato del Chievo è anche lì iniziato male, infatti ha ottenuto un solo punto nelle prime tre partite, vincendo solo alla quarta giornata contro l'Udinese per 2-1. Da questo successo però i clivensi persero 6 partite consecutive che la fecero sprofondare all'ultimo posto. I due pareggi a reti bianche contro Bologna e Milan costarono a Sannino la panchina, che venne poi riaffidata a Corini.
Con lui le cose vanno leggermente meglio sicché vinse subito tre partite tra cui il fondamentale Derby della Scala contro il Verona che non si giocava da almeno dieci anni (1-0). La squadra si risollevò e raggiunse la zona salvezza al 15º posto. Il girone di andata si chiuse con 17 punti a +2 sulla zona retrocessione.
Nel girone di ritorno, invece, i clivensi iniziarono molto male con un solo punto ottenuto nelle prime cinque partite. La vittoria sul Catania per 2-0 la fecero di nuovo uscire dalla zona retrocessione. Le successive affermazioni contro Genoa (2-1) e Bologna (3-0) sono contraddistinte da cinque sconfitte su sette partite giocate tra cui il Derby di ritorno. Alla 32ª giornata, i mussi avevano solo due punti sulla terzultima ma la successiva affermazione sul Livorno la fecero di nuovo allontanare lo spettro della retrocessione. Dopo tre sconfitte consecutive, la salvezza fu matematicamente conquistata alla penultima giornata con una vittoria a Cagliari per 1-0. 
Il campionato si concluse con un'altra vittoria prestigiosa sull'Inter per 2-1 con un totale di 36 punti terminando il campionato in sedicesima posizione.

## Divise e sponsor
Lo sponsor tecnico è Givova.
| Casa | Trasferta | Terza divisa | Christmas Edition |

## Organigramma societario
Area direttiva
- Presidente: Luca Campedelli
- Vice presidente: Michele Cordioli
- Direttore tecnico: Giovanni Sartori
- Direttore sportivo: Luca Nember
- Responsabile area tecnica: Fausto Vinti
- Team manager: Marco Pacione
- Assistant team manager: Fabio Moro
- Amministrazione: Federica Oliboni, Maria Prearo, Sonia Slittoni
- Segreteria: Rossella Rizzotti

Area marketing
- Responsabile commerciale e Marketing: Enzo Zanin
- Area Commerciale e Marketing: Simone Fiorini
- Consulente Marketing: Monica Foti
- Marketing operativo: Daniele Partelli, Alberto L'Espiscopo

Area organizzativa
- Segretario generale: Michele Sebastiani
- Coordinatore area tecnica: Lorenzo Balestro
- Travel manager: Patrizio Binazzi
- Merchandising: Giulia Maragni
- Relazioni con i tifosi: Enzo Ceriani
- Relazioni esterne: Massimiliano Rossi

Area comunicazione
- Responsabile Comunicazione e Gestione de Media: Dino Guerini
- Responsabile Comunicazione e Gestione dei Media: Diego Avanzi

Area tecnica
- Allenatore: Giuseppe Sannino (fino al 12 novembre 2013), poi Eugenio Corini
- Vice allenatore: Francesco Baiano (fino al 12 novembre 2013), poi Salvatore Lanna
- Preparatori atletici: Luigi Asnaghi (fino al 12 novembre 2013), Salvatore Sciuto (dal 12 novembre 2013), Luigi Posenato
- Preparatore portieri: Paolo De Toffol (fino al 12 novembre 2013), poi Alessandro Vitrani
- Collaboratori tecnici: Luca Lomi (fino al 12 novembre 2013),Giovanni Cusatis (fino al 12 novembre 2013), Francesco Troise (fino al 12 novembre 2013), poi Renato Buso, Fabio Moro
- Accompagnatore ufficiale: Rinaldo Danese

Area sanitaria
- Responsabile sanitario: Francesco De Vita
- Medico Sociale: Giuliano Corradini
- Massofisioterapisti: Antonio Agostini, Alessandro Verzini, Alfonso Casano
- Consulente Ortopedico: Claudio Zorzi
- Neurofisiologo: Aiace Rusciano

## Rosa
| N. |                      | Ruolo | Calciatore            |
| -- | -------------------- | ----- | --------------------- |
| 1  | Italia (bandiera)    | P     | Christian Puggioni    |
| 2  | Italia (bandiera)    | D     | Alessandro Bernardini |
| 3  | Italia (bandiera)    | D     | Dario Dainelli        |
| 4  | Brasile (bandiera)   | D     | Claiton               |
| 5  | Italia (bandiera)    | D     | Michele Canini        |
| 6  | Polonia (bandiera)   | C     | Tomasz Kupisz         |
| 7  | Slovenia (bandiera)  | C     | Dejan Lazarević       |
| 8  | Serbia (bandiera)    | C     | Ivan Radovanović      |
| 9  | Italia (bandiera)    | C     | Simone Bentivoglio    |
| 10 | Italia (bandiera)    | C     | Alessio Sestu         |
| 10 | Nigeria (bandiera)   | A     | Victor Obinna         |
| 11 | Mali (bandiera)      | A     | Mamadou Samassa       |
| 11 | Italia (bandiera)    | C     | Roberto Guana         |
| 12 | Slovenia (bandiera)  | D     | Boštjan Cesar         |
| 13 | Italia (bandiera)    | D     | Simone Aldovrandi     |
| 14 | Argentina (bandiera) | C     | Adrián Calello        |
| 15 | Croazia (bandiera)   | D     | Manuel Pamić          |
| 16 | Italia (bandiera)    | A     | Riccardo Improta      |
| 17 | Italia (bandiera)    | D     | Gennaro Sardo         |
| 18 | Italia (bandiera)    | P     | Lorenzo Squizzi       |
| 19 | Argentina (bandiera) | C     | Leandro Paredes       |
| 20 | Paraguay (bandiera)  | C     | Marcelo Estigarribia  |
| 21 | Francia (bandiera)   | D     | Nicolas Frey          |
| 22 | Ghana (bandiera)     | C     | Boadu Maxwell Acosty  |

| N. |                       | Ruolo | Calciatore                   |
| -- | --------------------- | ----- | ---------------------------- |
| 23 | Italia (bandiera)     | A     | Roberto Inglese              |
| 23 | Italia (bandiera)     | C     | Tiberio Guarente             |
| 24 | Senegal (bandiera)    | C     | Malick Mbaye                 |
| 25 | Italia (bandiera)     | P     | Michael Agazzi               |
| 26 | Senegal (bandiera)    | D     | Ansoumana Sané               |
| 27 | Italia (bandiera)     | C     | Luca Rigoni                  |
| 28 | Italia (bandiera)     | P     | Marco Silvestri              |
| 31 | Italia (bandiera)     | A     | Sergio Pellissier (capitano) |
| 32 | Italia (bandiera)     | D     | Nicolò Brighenti             |
| 33 | Romania (bandiera)    | D     | Paul Papp                    |
| 33 | Italia (bandiera)     | D     | Matteo Rubin                 |
| 36 | Italia (bandiera)     | D     | Filippo Costa                |
| 39 | Romania (bandiera)    | A     | Adrian Stoian                |
| 43 | Italia (bandiera)     | A     | Alberto Paloschi             |
| 54 | Italia (bandiera)     | C     | Alberto Tibolla              |
| 56 | Finlandia (bandiera)  | C     | Përparim Hetemaj             |
| 57 | Italia (bandiera)     | D     | Michele Troiani              |
| 58 | Montenegro (bandiera) | C     | Idriz Toškić                 |
| 77 | Francia (bandiera)    | A     | Cyril Théréau                |
| 90 | Italia (bandiera)     | A     | Matteo Ardemagni             |
| 93 | Senegal (bandiera)    | D     | Boukary Dramé                |
| 95 | Brasile (bandiera)    | A     | Victor Da Silva              |
| 96 | Italia (bandiera)     | P     | Simone Moschin               |

## Calciomercato

### Sessione invernale(dal 3/1 al 31/1)
| Acquisti | Acquisti              | Acquisti        | Acquisti                         |
| R.       | Nome                  | da              | Modalità                         |
| -------- | --------------------- | --------------- | -------------------------------- |
| D        | Matteo Rubin          | Siena           | prestito con diritto di riscatto |
| D        | Michele Canini        | Atalanta        | definitivo                       |
| C        | Leandro Paredes       | Roma            | prestito con diritto di riscatto |
| P        | Michael Agazzi        | Cagliari        | definitivo                       |
| A        | Victor Obinna         | Lokomotiv Mosca | definitivo                       |
| C        | Tiberio Guarente      | Catania         | prestito                         |
| A        | Adrian Stoian         | Atalanta        | fine prestito                    |
| D        | Alessandro Bernardini | Livorno         | definitivo                       |

| Cessioni | Cessioni              | Cessioni      | Cessioni                         |
| R.       | Nome                  | a             | Modalità                         |
| -------- | --------------------- | ------------- | -------------------------------- |
| A        | Riccardo Improta      | Padova        | prestito                         |
| A        | Matteo Ardemagni      | Carpi         | prestito                         |
| D        | Manuel Pamić          | Siena         | prestito con diritto di riscatto |
| C        | Marcelo Estigarribia  | Atalanta      | prestito                         |
| P        | Marco Silvestri       | Cagliari      | definitivo                       |
| A        | Mamadou Samassa       | Pescara       | definitivo                       |
| C        | Alessio Sestu         | Sampdoria     | prestito con diritto di riscatto |
| A        | Marcos Ariel De Paula | Lumezzane     | prestito                         |
| D        | Paul Papp             | Astra Giurgiu | prestito                         |
| A        | Amadou Samb           | Verona        | definitivo                       |

## Risultati

### Girone d'andata
| Parma 25 agosto 2013, ore 20:45 CEST 1ª giornata | Parma             | 0 – 0 referto | Chievo | Stadio Ennio Tardini (11.276 spett.)\| Arbitro: \| Rizzoli (Bologna) \| |
| Arbitro:                                         | Rizzoli (Bologna) |               |        |                                                                         |

| Arbitro: | Valeri (Roma 2) |

|                   |           |                                          |
| Paloschi 24’, 40’ | Marcatori | 13’, 64’ Hamšík 27’ Callejón 70’ Higuaín |

| Arbitro: | Calvarese (Teramo) |

|                                   |           |  |
| Candreva 8’ Cavanda 38’ Lulić 41’ | Marcatori |  |

| Arbitro: | Tommasi (Bassano del Grappa) |

|                              |           |              |
| Pellissier 13’ L. Rigoni 40’ | Marcatori | 1’ Maicosuel |

| Arbitro: | De Marco (Chiavari) |

|             |           |                                        |
| Théréau 28’ | Marcatori | 47’ Quagliarella 64’ (aut.) Bernardini |

| Arbitro: | Guida (Torre Annunziata) |

|                       |           |  |
| Plašil 22’ Castro 54’ | Marcatori |  |

| Arbitro: | Doveri (Roma 1) |

|  |           |             |
|  | Marcatori | 16’ Moralez |

| Arbitro: | Mazzoleni (Bergamo) |

|                    |           |                 |
| Gilardino 22’, 50’ | Marcatori | 47’ Bentivoglio |

| Arbitro: | Banti (Livorno) |

|           |           |                   |
| Cesar 13’ | Marcatori | 45’, 64’ Cuadrado |

| Arbitro: | Peruzzo (Schio) |

|               |           |  |
| Borriello 67’ | Marcatori |  |

| Bologna 4 novembre 2013, ore 20:45 CET 11ª giornata | Bologna           | 0 – 0 referto | Chievo | Stadio Renato Dall'Ara (15.800 spett.)\| Arbitro: \| Bergonzi (Genova) \| |
| Arbitro:                                            | Bergonzi (Genova) |               |        |                                                                           |

| Verona 10 novembre 2013, ore 15:00 CET 12ª giornata | Chievo         | 0 – 0 referto | Milan | Stadio Marcantonio Bentegodi (16.000 spett.)\| Arbitro: \| Orsato (Schio) \| |
| Arbitro:                                            | Orsato (Schio) |               |       |                                                                              |

| Arbitro: | Guida (Torre Annunziata) |

|  |           |                 |
|  | Marcatori | 90+2’ Lazarević |

| Arbitro: | Rocchi (Firenze) |

|                                     |           |  |
| Rigoni 36’ Théréau 77’ Paloschi 79’ | Marcatori |  |

| Arbitro: | Massa (Imperia) |

|  |           |             |
|  | Marcatori | 55’ Théréau |

| Arbitro: | Rizzoli (Bologna) |

|  |           |          |
|  | Marcatori | 16’ Éder |

| Arbitro: | De Marco (Chiavari) |

|                                             |           |            |
| Immobile 45'+2’, 65’ Vives 80’ Cerci 90'+3’ | Marcatori | 9’ Théréau |

| Verona 5 gennaio 2014, ore 15:00 CET 18ª giornata | Chievo            | 0 – 0 referto | Cagliari | Stadio Marcantonio Bentegodi (6.000 spett.)\| Arbitro: \| Bergonzi (Genova) \| |
| Arbitro:                                          | Bergonzi (Genova) |               |          |                                                                                |

| Arbitro: | Tommasi (Bassano del Grappa) |

|              |           |             |
| Nagatomo 12’ | Marcatori | 8’ Paloschi |

### Girone di ritorno
| Arbitro: | Orsato (Schio) |

|              |           |                             |
| Paloschi 15’ | Marcatori | 27’ Cassano 90+3’ Lucarelli |

| Arbitro: | Irrati (Pistoia) |

|            |           |           |
| Albiol 88’ | Marcatori | 18’ Sardo |

| Arbitro: | Russo (Nola) |

|  |           |                       |
|  | Marcatori | 6’ Candreva 70’ Keita |

| Arbitro: | Banti (Livorno) |

|                                         |           |  |
| Di Natale 56’ B. Fernandes 74’ Badu 86’ | Marcatori |  |

| Arbitro: | Valeri (Roma 2) |

|                                        |           |                    |
| Asamoah 17’ Marchisio 29’ Llorente 58’ | Marcatori | 51’ (aut.) Cáceres |

| Arbitro: | Orsato (Schio) |

|                               |           |  |
| Théréau 37’ (rig.) Rigoni 68’ | Marcatori |  |

| Arbitro: | Celi (Bari) |

|                          |           |              |
| Carmona 21’ Cigarini 85’ | Marcatori | 72’ Dainelli |

| Arbitro: | Gervasoni (Mantova) |

|                                  |           |               |
| Paloschi 5’ (rig.), 90+3’ (rig.) | Marcatori | 88’ Gilardino |

| Arbitro: | Massa (Imperia) |

|                                  |           |              |
| Cuadrado 11’ Matri 39’ Gómez 89’ | Marcatori | 62’ Paloschi |

| Arbitro: | Mazzoleni (Bergamo) |

|  |           |                         |
|  | Marcatori | 17’ Gervinho 42’ Destro |

| Arbitro: | Rocchi (Firenze) |

|                                      |           |  |
| Paloschi 7’ (rig.), 78’ L.Rigoni 89’ | Marcatori |  |

| Arbitro: | Giacomelli (Trieste) |

|                            |           |  |
| Balotelli 4’ Kaká 27’, 54’ | Marcatori |  |

| Arbitro: | Tagliavento (Terni) |

|  |           |          |
|  | Marcatori | 65’ Toni |

| Arbitro: | Damato (Barletta) |

|                                  |           |                                            |
| Siligardi 6’ Paulinho 33’ (rig.) | Marcatori | 9’, 45+2’, 56’ (rig.) Paloschi 23’ Théréau |

| Arbitro: | Bergonzi (Genova) |

|  |           |             |
|  | Marcatori | 40’ Berardi |

| Arbitro: | Orsato (Schio) |

|                        |           |                    |
| Éder 81’ Soriano 90+3’ | Marcatori | 66’ (rig.) Théréau |

| Arbitro: | Celi (Bari) |

|  |           |                  |
|  | Marcatori | 54’ (aut.) Sardo |

| Arbitro: | Doveri (Roma 2) |

|  |           |              |
|  | Marcatori | 72’ Dainelli |

| Arbitro: | Manganiello (Pinerolo) |

|                 |           |               |
| Obinna 73’, 89’ | Marcatori | 41’ Andreolli |

### Coppa Italia

#### Turni preliminari
| Arbitro: | Giacomelli (Trieste) |

|                                   |           |  |
| Radovanović 7’ Théréau 22’ (rig.) | Marcatori |  |

| Arbitro: | Merchiori (Ferrara) |

|                                                     |           |             |
| Paloschi 16’ (rig.), 25’ Ardemagni 50’ Da Silva 77’ | Marcatori | 36’ Gentili |

#### Fase finale
| Arbitro: | Irrati (Pistoia) |

|                         |           |  |
| Joaquín 29’ Rebić 45+2’ | Marcatori |  |

## Statistiche

### Statistiche di squadra
| Competizione | Punti | In casa | In casa | In casa | In casa | In casa | In casa | In trasferta | In trasferta | In trasferta | In trasferta | In trasferta | In trasferta | Totale | Totale | Totale | Totale | Totale | Totale | DR  |
| Competizione | Punti | G       | V       | N       | P       | Gf      | Gs      | G            | V            | N            | P            | Gf           | Gs           | G      | V      | N      | P      | Gf     | Gs     | DR  |
| ------------ | ----- | ------- | ------- | ------- | ------- | ------- | ------- | ------------ | ------------ | ------------ | ------------ | ------------ | ------------ | ------ | ------ | ------ | ------ | ------ | ------ | --- |
| Serie A      | 36    | 19      | 6       | 2       | 11      | 19      | 22      | 19           | 4            | 4            | 11           | 15           | 32           | 38     | 10     | 6      | 22     | 34     | 54     | -20 |
| Coppa Italia | -     | 2       | 2       | 0       | 0       | 6       | 1       | 1            | 0            | 0            | 1            | 0            | 2            | 3      | 2      | 0      | 1      | 6      | 3      | +3  |
| Totale       | -     | 21      | 8       | 2       | 11      | 25      | 23      | 20           | 4            | 4            | 12           | 15           | 34           | 41     | 12     | 6      | 23     | 40     | 57     | -17 |

### Andamento in campionato
| Giornata  | 1  | 2  | 3  | 4  | 5  | 6  | 7  | 8  | 9  | 10 | 11 | 12 | 13 | 14 | 15 | 16 | 17 | 18 | 19 | 20 | 21 | 22 | 23 | 24 | 25 | 26 | 27 | 28 | 29 | 30 | 31 | 32 | 33 | 34 | 35 | 36 | 37 | 38 |
| --------- | -- | -- | -- | -- | -- | -- | -- | -- | -- | -- | -- | -- | -- | -- | -- | -- | -- | -- | -- | -- | -- | -- | -- | -- | -- | -- | -- | -- | -- | -- | -- | -- | -- | -- | -- | -- | -- | -- |
| Luogo     | T  | C  | T  | C  | C  | T  | C  | T  | C  | T  | T  | C  | T  | C  | T  | C  | T  | C  | T  | C  | T  | C  | T  | T  | C  | T  | C  | T  | C  | C  | T  | C  | T  | C  | T  | C  | T  | C  |
| Risultato | N  | P  | P  | V  | P  | P  | P  | P  | P  | P  | N  | N  | V  | V  | V  | P  | P  | N  | N  | P  | N  | P  | P  | P  | V  | P  | V  | P  | P  | V  | P  | P  | V  | P  | P  | P  | V  | V  |
| Posizione | 10 | 16 | 18 | 14 | 15 | 17 | 17 | 19 | 20 | 20 | 20 | 20 | 19 | 16 | 15 | 16 | 16 | 16 | 16 | 16 | 16 | 16 | 17 | 19 | 16 | 17 | 16 | 16 | 17 | 16 | 16 | 16 | 16 | 16 | 16 | 17 | 17 | 16 |

Legenda:

Luogo: C = Casa; T = Trasferta. Risultato: V = Vittoria; N = Pareggio; P = Sconfitta.

### Statistiche dei giocatori
Sono in corsivo i calciatori che hanno lasciato la società a stagione in corso.
| Giocatore       | Serie A  | Serie A | Serie A     | Serie A    | Coppa Italia | Coppa Italia | Coppa Italia | Coppa Italia | Totale   | Totale | Totale      | Totale     |
| Giocatore       | Presenze | Reti    | Ammonizioni | Espulsioni | Presenze     | Reti         | Ammonizioni  | Espulsioni   | Presenze | Reti   | Ammonizioni | Espulsioni |
| --------------- | -------- | ------- | ----------- | ---------- | ------------ | ------------ | ------------ | ------------ | -------- | ------ | ----------- | ---------- |
| B. Acosty       | 7        | 0       | 1           | 0          | 2            | 0            | 0            | 0            | 9        | 0      | 1           | 0          |
| M. Agazzi       | 14       | -21     | 0           | 0          | -            | -            | -            | -            | 14       | -21    | 0           | 0          |
| S. Aldrovandi   | 0        | 0       | 0           | 0          | 0            | 0            | 0            | 0            | 0        | 0      | 0           | 0          |
| M. Ardemagni    | 2        | 0       | 0           | 0          | 1            | 1            | 0            | 0            | 3        | 1      | 0           | 0          |
| S. Bentivoglio  | 19       | 1       | 3           | 0          | 2            | 0            | 0            | 0            | 21       | 1      | 3           | 0          |
| A. Bernardini   | 13       | 0       | 0           | 0          | 1            | 0            | 0            | 0            | 14       | 0      | 0           | 0          |
| N. Brighenti    | 0        | 0       | 0           | 0          | -            | -            | -            | -            | 0        | 0      | 0           | 0          |
| A. Calello      | 1        | 0       | 0           | 0          | 1            | 0            | 0            | 0            | 2        | 0      | 0           | 0          |
| M. Canini       | 6        | 0       | 1           | 0          | -            | -            | -            | -            | 6        | 0      | 1           | 0          |
| B. Cesar        | 32       | 1       | 17          | 1          | 2            | 0            | 1            | 0            | 34       | 1      | 18          | 1          |
| Claiton         | 8        | 0       | 1           | 0          | 0            | 0            | 0            | 0            | 8        | 0      | 1           | 0          |
| F. Costa        | 0        | 0       | 0           | 0          | 0            | 0            | 0            | 0            | 0        | 0      | 0           | 0          |
| D. Dainelli     | 26       | 2       | 6           | 0          | 1            | 0            | 0            | 0            | 27       | 2      | 6           | 0          |
| V. Da Silva     | 0        | 0       | 0           | 0          | 1            | 1            | 0            | 0            | 1        | 1      | 0           | 0          |
| B. Dramé        | 26       | 0       | 5           | 0          | 1            | 0            | 0            | 0            | 27       | 0      | 5           | 0          |
| M. Estigarribia | 16       | 0       | 2           | 0          | 1            | 0            | 0            | 0            | 17       | 0      | 2           | 0          |
| N. Frey         | 32       | 0       | 9           | 0          | 1            | 0            | 0            | 0            | 33       | 0      | 9           | 0          |
| R. Guana        | 8        | 0       | 5           | 0          | -            | -            | -            | -            | 8        | 0      | 5           | 0          |
| T. Guarente     | 10       | 0       | 1           | 0          | -            | -            | -            | -            | 10       | 0      | 1           | 0          |
| P. Hetemaj      | 32       | 0       | 12          | 0          | 2            | 0            | 1            | 0            | 34       | 0      | 13          | 0          |
| R. Improta      | 3        | 0       | 0           | 0          | 2            | 0            | 0            | 0            | 5        | 0      | 0           | 0          |
| R. Inglese      | 0        | 0       | 0           | 0          | 0            | 0            | 0            | 0            | 0        | 0      | 0           | 0          |
| T. Kupisz       | 1        | 0       | 0           | 0          | 0            | 0            | 0            | 0            | 1        | 0      | 0           | 0          |
| D. Lazarević    | 14       | 1       | 1           | 0          | 0            | 0            | 0            | 0            | 14       | 1      | 1           | 0          |
| M. Mbaye        | 1        | 0       | 0           | 0          | 1            | 0            | 0            | 0            | 2        | 0      | 0           | 0          |
| S. Moschin      | 0        | 0       | 0           | 0          | 0            | 0            | 0            | 0            | 0        | 0      | 0           | 0          |
| V. Obinna       | 10       | 2       | 0           | 0          | -            | -            | -            | -            | 10       | 2      | 0           | 0          |
| A. Paloschi     | 34       | 13      | 3           | 0          | 3            | 2            | 0            | 0            | 37       | 15     | 3           | 0          |
| M. Pamić        | 3        | 0       | 0           | 0          | 3            | 0            | 0            | 0            | 6        | 0      | 0           | 0          |
| P. Papp         | 6        | 0       | 1           | 0          | 2            | 0            | 1            | 0            | 8        | 0      | 2           | 0          |
| L. Paredes      | 1        | 0       | 0           | 0          | -            | -            | -            | -            | 1        | 0      | 0           | 0          |
| S. Pellissier   | 22       | 1       | 5           | 2          | 1            | 0            | 0            | 0            | 23       | 1      | 5           | 2          |
| C. Puggioni     | 23       | -32     | 0           | 0          | 1            | 0            | 0            | 0            | 24       | -32    | 0           | 0          |
| I. Radovanović  | 33       | 0       | 5           | 0          | 2            | 1            | 2            | 0            | 35       | 1      | 7           | 0          |
| L. Rigoni       | 33       | 4       | 15          | 0          | 1            | 0            | 0            | 0            | 34       | 4      | 15          | 0          |
| M. Rubin        | 9        | 0       | 1           | 0          | -            | -            | -            | -            | 9        | 0      | 1           | 0          |
| M. Samassa      | 1        | 0       | 0           | 0          | 1            | 0            | 0            | 0            | 2        | 0      | 0           | 0          |
| A. Sané         | -        | -       | -           | -          | 0            | 0            | 0            | 0            | 0        | 0      | 0           | 0          |
| G. Sardo        | 30       | 1       | 6           | 1          | 3            | 0            | 2            | 1            | 33       | 1      | 8           | 2          |
| A. Sestu        | 12       | 0       | 3           | 0          | 3            | 0            | 0            | 0            | 15       | 0      | 3           | 0          |
| M. Silvestri    | 0        | 0       | 0           | 0          | 2            | -3           | 0            | 0            | 2        | -3     | 0           | 0          |
| L. Squizzi      | 1        | -1      | 0           | 0          | 0            | 0            | 0            | 0            | 1        | -1     | 0           | 0          |
| A. Stoian       | 8        | 0       | 1           | 0          | 0            | 0            | 0            | 0            | 8        | 0      | 1           | 0          |
| C. Théréau      | 32       | 7       | 2           | 0          | 2            | 1            | 0            | 0            | 34       | 8      | 2           | 0          |
| A. Tibolla      | -        | -       | -           | -          | 0            | 0            | 0            | 0            | 0        | 0      | 0           | 0          |
| I. Toškić       | -        | -       | -           | -          | 0            | 0            | 0            | 0            | 0        | 0      | 0           | 0          |
| M. Troiani      | 0        | 0       | 0           | 0          | 0            | 0            | 0            | 0            | 0        | 0      | 0           | 0          |